# Doc Frankenstein
Doc Frankenstein é uma revista em quadrinhos criada por Geof Darrow e Steve Skroce, ilustrada por Skroce e roteirizada pelos irmãos Andy e Lana Wachowski. Em 2005, foi indicada ao Eisner Awards, na categoria "Melhor Nova Série". Publicada pela Burlyman Entertainment, a série teve seis edições publicadas entre 2003 e 2007, e, de acordo com declarações de Darrow e de Skroce, a série seria retomada e concluída entre 2014 e 2015. 